# آدا، صربستان
آدا (سیریلیک صربی: Ада؛ مجاری: Ada}} یک شهرداری در منطقه بانات شمالی در صربستان است و ۹٬۵۶۴ نفر جمعیت دارد.

## خواهرخوانده
اویبودا و ماکو خواهرخوانده‌های آدا هستند.